# Битва за Баб-эль-Уэд
Битва за Баб-эль-Уэд (фр. Bataille de Bab el Oued) — боевое столкновение, которое произошло в течение последней стадии алжирской войны (1954—1962).

## Битва
Французские правительственные силы использовали бронеавтомобили М8 для блокирования района в то время как сухопутные подразделения при поддержке авиации и танков начали штурм района. В рамках этой атаки планировалась бомбардировка района эсминцами T 47 и Майе-Брезе, хотя в конечном итоге стало очевидно, что это не практично и бомбардировка была отменена.
200 боевиков ОАС пытались прорваться в горные районы между Ораном и Алжиром. Они пытались получить поддержку от местных мусульманских племён, лояльных к их политике, и атаковали два блокпоста правительственных сил. В конце концов они потерпели поражение от бойцов Французского легиона во главе с полковником Альбертом Брозиером.
26 марта мирная демонстрация франкоалжирцев попыталась прорвать блокаду Баб-эль-Уэда, в ответ на это отряд французской армии, укомплектованный в основном этническими алжирцами, открыл огонь по демонстрации. Число погибших составило 54 убитых и 140 раненых.
Во время освобождения района Баб-эль-Уэд, по данным правительства Франции, было убито 35 человек, ранено 137 человек.